# U Make Me Wanna
U Make Me Wanna to piosenka nagrana na solowy album "Kiss of Death" amerykańskiego rapera Jadakissa. Został też napisany przez amerykańską piosenkarkę pop/R&B Mariah Carey (która również wystąpiła w utworze) i Scotta Storcha, który wyprodukował piosenkę. Została wydana w 2004 jako trzeci singel promujący album i stała się trzecim utworem na liście Top 40 Single w USA i dwudziestym szóstym Carey.

## Nagrywanie i wydanie
Jadakiss i Mariah Carey pracowali wcześniej nad "Bad Boy" remiksem "Honey" (na którym Jada występuje jako jeden z The Lox) i "Miss You", który został nagrany na album Carey "Charmbracelet" (2002). W 2005 stworzyli wyprodukowany przez DJ-a Clue remiks singla "We Belong Together". "U Make Me Wanna" to jedyny utwór z Jadakissa z Carey, który pojawił się na jego albumie, podczas gdy wszystkie wymienione wcześniej utwory znalazły się na jej płytach.
Carey wymyśliła refren przez przypadek, kiedy usłyszała podkład. Wtedy zaśpiewała "K-I-S-S, Me".
Singel zadebiutował na #21 miejscu listy U.S. Billboard Hot 100. W porównaniu z pozostałymi singlami z Kiss of Death. Pierwszy singel, "Time's Up" nie dostał się na Top 40, podczas gdy drugi, "Why", dotarł na Top 10. "U Make Me Wanna" weszło na Top 10 listy Billboard's Hot R&B/Hip-Hop Singles & Tracks. "U Make Me Wanna" stało się jednym z większych przebojów, na których Carey wystąpiła w tym czasie, przed wydaniem singli z jej czternastego album "The Emancipation of Mimi" (2005). Singel pozostał na liście Hot 100 przez trzynaście tygodni. Nie dostał się jednak na Top 10, tak jak "I Know What You Want" Busta Rhymesa, na którym Carey wystąpiła gościnnie.
Do utworu powstał klip, którego produkcją kierowała Sanaa Hamri.
B-Sidem singla jest "Hot Sauce To Go". Wystąpił na nim gościnnie Pharrell, który współpracował z Chadem Hugo, by skomponować podkład.

## Lista utworów

### Strona A
1. "U Make Me Wanna" (Radio Edit)
2. "U Make Me Wanna" (Instrumental)
3. "U Make Me Wanna" (LP Version)

### Strona B
1. "Hot Sauce To Go" (LP Version)
2. "Hot Sauce To Go" (Instrumental)
3. "Hot Sauce To Go" (LP Version Clean)